# Східний Куліяпітія (підрозділ окружного секретаріату)
Підрозділ окружного секретаріату Східний Куліяпітія — підрозділ окружного секретаріату округу Курунегала, Північно-Західна провінція, Шрі-Ланка. Складається з 45 Грама Ніладхарі.